# Hanlons rakkniv
Hanlons rakkniv är en parafras på Ockhams rakkniv. Talesättet lyder på originalets engelska "Never attribute to malice that which can be adequately explained by stupidity", vilket ungefär kan översättas som "Tillskriv aldrig något ont uppsåt när det kan förklaras med dumhet."
Källan till uttrycket är inte helt känd. Det förekommer dock i en variant i boken Logic of Empire av Robert A. Heinlein (1941): "You have attributed conditions to villainy that simply result from stupidity", vilket på svenska blir ungefär "Du påstår att illvilja bär ansvaret för förhållanden som i själva verket är resultatet av ren dumhet".